# Errina kerguelensis
Errina kerguelensis är en nässeldjursart som beskrevs av Stephen D. Cairns 1983. Errina kerguelensis ingår i släktet Errina och familjen Stylasteridae.
Artens utbredningsområde är Södra Ishavet. Inga underarter finns listade i Catalogue of Life.